# 梁峻榮
梁峻榮，MH（1994年1月20日—），香港單車運動員，於港九街坊婦女會孫方中小學畢業，聖公會莫壽增會督中學畢業，為繼黃金寶和郭灝霆後，香港第三位單車運動員獲取世界冠軍，並且得以穿上彩虹戰衣。

## 簡歷
梁峻榮於6歲開始踩單車，其父為山地賽選手、其兄梁肇麟為公路賽選手，其妹梁愷樺亦為香港單車代表隊隊員。
2007年，梁峻榮於全國少年賽中贏奪銅牌。
2011年，梁峻榮於中華人民共和國城市運動會男子單車公路賽中贏奪金牌、亞洲盃場地賽青年記分賽第1名、全國青年公路錦標賽青年組公路賽冠軍及全國青年場地錦標賽青年1公里計時賽冠軍。
2012年2月，梁峻榮在馬來西亞舉行的第32屆亞洲單車青年錦標賽中贏奪4金2銅，後來獲得選舉成為香港體育學院2012年度傑出青少年運動員。同年6月於中學畢業後，梁峻榮轉變為職業運動員。同年8月25日，梁峻榮於在新西蘭因弗卡吉爾舉行的世界單車場地青年錦標賽中的25公里記分賽中，力壓其餘來自18個國家及地區的選手，以13分的差距拋離次名車手，奪得金牌，是香港首次於該項賽事中奪得金牌。
2017年9月，梁峻榮在第十三屆全國運動會奪得男子全能賽金牌及男子麥迪遜賽銀牌。

## 榮譽
- 香港傑出運動員選舉

「香港最具潛質運動員」（2014年）
「香港最佳運動組合」－香港場地單車男子麥迪遜隊（2018年，與張敬樂搭檔）